# Torsdagsmordklubben
Torsdagsmordklubben (engelska: The Thursday Murder Club) är en brittisk kriminalkomedifilm som förväntas ha premiär på Netflix den 28 augusti 2025. Filmen är regisserad av Chris Columbus efter ett manus skrivet av Columbus tillsammans med Katy Brand och Suzanne Heathcote som i sin tur är baserat på Richard Osmans roman med samma namn.

## Handling
Filmen handlar om ett gäng 70-plussare som bor ihop i ett lyxigt äldreboende på den engelska landsbygden. De fördriver dagarna med att försöka knäcka gamla brottsfall. Men så dyker ett alldeles äkta lik upp i deras liv, och gamlingarna bestämmer sig för att hitta mördaren.

## Rollista (i urval)
- Helen Mirren - Elizabeth Best
- Pierce Brosnan - Ron Ritchie
- Ben Kingsley - Ibrahim Arif
- Celia Imrie - Joyce Meadowcroft
- David Tennant - Ian Ventham
- Jonathan Pryce - Stephen Best
- Naomi Ackie - Donna De Freitas
- Daniel Mays
- Henry Lloyd-Hughes
- Richard E. Grant
- Tom Ellis - Jason Ritchie
- Ingrid Oliver - Joanna Meadowcroft